# Borgesminthurinus
Borgesminthurinus é um género de colêmbolos descoberto na Bolívia e identificado em 2020 (espécie Borgesminthurinus andinus).
O nome Borgesminthurinus é em homenagem ao escritor argentino Jorge Luís Borges; o nome andinus para a espécie refere-se aos Andes.